# Ganavalga, Indi
Ganavalga là một làng thuộc tehsil Indi, huyện Bijapur, bang Karnataka, Ấn Độ.